# Mariage à responsabilité limitée
Pour plus de détails, voir Fiche technique et Distribution.
Mariage à responsabilité limitée est un film français réalisé en 1933 par Jean de Limur, sorti en 1934.

## Synopsis
Irène de Santa-Fé, une chanteuse de cabaret, apprend qu'elle hérite d'un million de dollars d'un oncle d'Amérique mais à condition qu'elle épouse son cousin Georges Lambert. Mais celui-ci est déjà marié. Afin d'encaisser l'héritage, elle engage un homme d'affaires pour lui trouver un homonyme célibataire en vue de conclure un mariage blanc. Mais le nouveau conjoint va se montrer beaucoup moins accommodant que prévu.

## Fiche technique
- Titre français : Mariage à responsabilité limitée
- Réalisation et scénario : Jean de Limur
- Dialogues : Henri Jeanson
- Direction artistique : Robert Gys
- Photographie : Léonce-Henri Burel
- Musique : Bronislau Kaper[1]
- Montage : Germain Fried
- Société de production : Vandor Film
- Pays d'origine :  France
- Format :  Noir et blanc - 1,37:1  - son mono
- Genre : Comédie
- Durée : 75 minutes
- Date de sortie : 19 janvier 1934

## Distribution
- Florelle : Irène de Santa-Fé
- Pierre Larquey : Georges Lambert, le mari d'Irène
- Aimé Clariond : Georges Lambert, le cousin et amant d'Irène
- Marcelle Lucas
- Simone Mareuil
- Jean Wall
- Micky Damrémont